# Der Bulle und das Landei – Tödliches Heimweh
Tödliches Heimweh ist ein deutscher Kriminalfilm von Hajo Gies aus dem Jahr 2010. Es handelt sich um den Pilotfilm zur ARD-Kriminalfilmreihe Der Bulle und das Landei. Die Erstausstrahlung erfolgte am 10. Mai 2010 als Montagskrimi im SWR Fernsehen; die restlichen fünf Folgen der Fernsehreihe hatte ihre Erstausstrahlung zur Hauptsendezeit im Ersten.

## Handlung
Kriminalhauptkommissar Robert Killmer aus Frankfurt wurde mit der Frau seines Chefs beim Schäferstündchen erwischt. Aus dienstlichen Gründen wird er deshalb in die Eifel ins ländliche Monreal versetzt, zumal er sich bei einem verdeckten Einsatz verdient gemacht hat. Vor Ort trifft er auf Kati Biever, die wiederum vor hat in die Großstadt zu wechseln, weil er in Monreal zu wenig passiert. Killmer zieht in den ländlichen Gasthof ein, wo sich auch sein erster Fall abspielt. In seiner ersten Nacht bricht dort ein Brand aus, der eindeutig Brandstiftung war, um zu vertuschen, dass die Leiche, die in einem der Gästezimmer lag, vor dem Brand erschossen wurde. Killmer und seine junge Kollegin Kati Biever nehmen die Mordermittlungen auf, wobei sich Killmer mehr im Hintergrund hält, weil er so schnell wie möglich wieder weg will.

## Produktionsnotizen
Die Dreharbeiten für Tödliches Heimweh erstreckten sich unter dem Arbeitstitel Kati und Killmer vom 8. September 2009 bis zum 9. Oktober 2009 und fanden in Monreal und Umgebung statt.